# Henk Cornelisse
Hendrik Jan Willem „Henk” Cornelisse (ur. 16 listopada 1940 w Amsterdamie) – holenderski kolarz torowy i szosowy, brązowy medalista olimpijski.

## Kariera
Największy sukces w karierze Henk Cornelisse osiągnął w 1964 roku, kiedy wspólnie z Corem Schuuringiem, Gerardem Koelem i Jacobem Oudkerkiem zdobył brązowy medal w drużynowym wyścigu na dochodzenie podczas igrzysk olimpijskich w Tokio. Był to jedyny medal wywalczony przez Cornelisse na międzynarodowej imprezie tej rangi oraz jego jedyny start olimpijski. Startował także w wyścigach szosowych, wygrywając między innymi Ronde van Friesland, Ronde van Noord-Holland  i Ronde van Overijssel w 1962 roku. Nigdy nie zdobył medalu na szosowych ani torowych mistrzostwach świata.